# アビエフ・マラトゥ・ジャクシリコヴィチ
アビエフ・マラトゥ・ジャクシリコヴィチ (カザフ語：Әбиев Марат Жақсылықұлы; 1989年9月6日 - ) はカザフスタンの企業家で、“カザフスタンのドリーム”という本の著者である。最も若い億万長者であり、2013年11月のForbes Kazakhstan雑誌の評価によると、アビエフ・マラトゥの資本は、1千百万ドルである。
マラトゥとマラトゥの若いチームの下で、カザフスタンのパイプ製品は、カザフスタンの使用者の80％が認めて、買ってくれる。

## 伝記
1989年9月6日、アクトベ州のカンディアガシュ市に生まれた。
1999年に経済危機につき、アビエフ家は、アクトベ州のアクトベ市に移住した。

### 家族
父親であるアビエフ・ジャクシリク・メディハトヴィチが、レーニン危難カザフスタン工科大学を卒業し、専攻は、石油・ガス産業の機械及び設備。以下の組織に勤めていた：アクトベ石油探索出張、ディーゼルの専門家；オクチャブル穿孔作業の中央管理所、技師、部長；産業サービス中央管理所、技師長；“グレート・ヴォール”有限会社の部長；最近は、国立予算企業“アク・ベレン”社、捜査官の副官、大佐。
母親であるアビエヴァ・タマラ・アサウハノヴァは、“建築と建設構造”、カザフスタンソビエト社会主義共和国のチェスのチャンピオン。
妹であるジャクシリク・マルジャングリ・ジャクシリコヴナは、カザフスタン人文・法律大学の学生である。
中学校の卒業後、アクトベ組合専門学校に入港。“制御・情報処理”を専攻し、2009年に卒業。
2002年に連鎖販売取引に参加。
2003年から2005年まで、アクトベ市のラップバンドのプロデューサーを務めた。
2004年に、パソコン及びOAの修理やメインテナンスをしていた“AAAテクノロージー”社を設立した。
2007年からアビエフ氏が、個人企業家として活躍を開始した。同年に、“W”社と“IT-outsourcing”社という二つの会社を設立した。“W”社は当時、アクトベ州のウェブサイトのデザインとウェブサイトのメインテナンスを、提供している最初の会社の一つだった。“サービス業優勝賞”を受賞した。ウェブスタジオ“W”が、技術サポートや企業のITインフラストラクチャのメインテナンス及びアプグレードというサービスを提供していた。
2009年に、マラトゥが、有限会社“ユーロモバイル・カザフスタン”を設立した。この企業の主要業種は、自動車の衛星モニターリングだった。
2011年に、有限会社“KSP Steelトレード・ハウス”を設立した。“KSP Steelトレード・ハウス”社のミッションは、有限会社 «KSP Steel»の製品の売り上げを上昇させることだった。有限会社 «KSP Steel»とは、石油・ガス企業用の溶接無しのスチールパイプを生産するカザフスタン内の唯一の会社である。
有限会社“KSP Steelトレード・ハウス”のお蔭で、カザフスタン内お客様の80%が、国産のパイプ製品を購入するようになった。以前は、外国製のパイプを買っていた。
“KSP Steelトレード・ハウス”は、多様な賞を受賞してきた:“製品優賞賞”、“カザフスタン製を選ぶ”賞、“ヨーロッパ・アジア・無限の協力”勲章、等々。
2012年に、法人連合“カザフスタンの製品メーカー協定”の設立を開始した。本協定のミッションは、“国内の製品メーカーの弁護及び支援”である。
また、アビエフ氏は、イギリスやロシア連邦での会社を設立し、その会社のミッションは、カザフスタン製の製品を、販売することである。更に、アビエフ氏の会社がイギリス、ロシア連邦、トルコ、中華人民共和国、ベラルーシからイラン・イスラム共和国へ、金属、食品、医療機器を輸出をしている。

## 主題
- «カザフスタンのドリーム» (2013年)

## 資産
2013年11月のForbes Kazakhstan誌の評価によると、アビエフ・マラトゥの資産は、1千百万ドルである。

## 追加事項
- ビジネス・サイトKapital.kzによって、アビエフ・マラトゥが、2013年のパーソン・オフ・ザ・イヤーと決定された [3]。2013年の他のパーソン・オフ・ザ・イヤーは、ヌルスルタン・ナザルバエフ、グリゴリィ・マルチェンコ、ケネス・ラキシェフとミハイル・ロムタゼ。